# Grand Prix Formule 1 van Spanje 2000
De Grand Prix Formule 1 van Spanje 2000 werd gehouden op 7 mei 2000 op het Circuit de Catalunya in Barcelona.

## Voor de wedstrijd
Na een vliegtuig-ongeluk in de week voorafgaande aan de race kon David Coulthard toch deelnemen aan de wedstrijd.
Ook zijn toenmalige vriendin Heidi Wichlinski en trainer en bodyguard zaten bij hem in het vliegtuig en bleven nagenoeg ongedeerd.
Beide piloten konden het ongeluk echter niet meer navertellen.

## De race
Mika Häkkinen had een betere start dan Michael Schumacher,  maar de Duitser wist hem effectief te blocken zodat hij als eerste de bocht in kon gaan. Häkkinen werd hier bijna geraakt door Ralf Schumacher, die een erg goede start had gemaakt en uiteindelijk als derde aansloot.
Ralf hield Coulthard en Barrichello wat op,  terwijl Schumacher en Häkkinen langzaam wegreden.
Tijdens zijn eerste pitstop reed Schumacher over de voet van de tankman, waardoor Mika Häkkinen na zijn pitstop vlak achter Schumacher terug de baan op kwam.  Schumacher liep nu ook niet meer weg van Häkkinen en het gat tussen de twee bleef constant onder de seconde.  Tijdens de tweede serie pitstops kon Coulthard eindelijk Ralf Schumacher passeren, terwijl Häkkinen en Schumacher tegelijk de pits in doken.
Hier had Schumacher echter opnieuw problemen en moest de leiding aan de Fin laten.  Terug op de baan ging ook David Coulthard de Duitser voorbij en begon Schumacher  terug te zakken vanwege een band die langzaam leeg begon te lopen.
Ralf Schumacher probeerde zijn broer in te halen, maar deze blokkeerde hem zodat Barrichello als verrassingsaanval binnendoor beide coureurs kon passeren.
Michael ging meteen naar de pits voor nieuwe banden en hervatte de race op de vijfde plek,  terwijl de McLarens voor het derde opeenvolgende jaar een 1-2 scoorden op het circuit van Barcelona.

## Uitslag
| Positie | Nummer | Rijder                | Team               | Ronden | Tijd/Opgave     | Startplaats | Punten |
| ------- | ------ | --------------------- | ------------------ | ------ | --------------- | ----------- | ------ |
| 1       | 1      | Mika Häkkinen         | McLaren - Mercedes | 65     | 1:33:55.390     | 2           | 10     |
| 2       | 2      | David Coulthard       | McLaren - Mercedes | 65     | +16.066         | 4           | 6      |
| 3       | 4      | Rubens Barrichello    | Scuderia Ferrari   | 65     | +29.112         | 3           | 4      |
| 4       | 9      | Ralf Schumacher       | Williams-BMW       | 65     | +37.311         | 5           | 3      |
| 5       | 3      | Michael Schumacher    | Scuderia Ferrari   | 65     | +47.983         | 1           | 2      |
| 6       | 5      | Heinz-Harald Frentzen | Jordan-Mugen-Honda | 65     | +1:21.925       | 8           | 1      |
| 7       | 17     | Mika Salo             | Sauber - Petronas  | 64     | +1 Ronde        | 12          |        |
| 8       | 23     | Ricardo Zonta         | BAR-Honda          | 64     | +1 Ronde        | 16          |        |
| 9       | 11     | Giancarlo Fisichella  | Benetton Formula   | 64     | +1 Ronde        | 13          |        |
| 10      | 12     | Alexander Wurz        | Benetton Formula   | 64     | +1 Ronde        | 18          |        |
| 11      | 7      | Eddie Irvine          | Jaguar Racing      | 64     | +1 Ronde        | 9           |        |
| 12      | 6      | Jarno Trulli          | Jordan-Mugen-Honda | 64     | +1 Ronde        | 7           |        |
| 13      | 8      | Johnny Herbert        | Jaguar Racing      | 64     | +1 Ronde        | 14          |        |
| 14      | 20     | Marc Gené             | Minardi            | 63     | +2 Rondes       | 20          |        |
| 15      | 21     | Gaston Mazzacane      | Minardi            | 63     | +2 Rondes       | 21          |        |
| 16      | 15     | Nick Heidfeld         | Prost Grand Prix   | 62     | +3 Rondes       | 19          |        |
| 17      | 10     | Jenson Button         | Williams-BMW       | 61     | Motor           | 10          |        |
| Ret     | 19     | Jos Verstappen        | Arrows - Supertec  | 25     | Versnellingsbak | 11          |        |
| Ret     | 22     | Jacques Villeneuve    | BAR-Honda          | 21     | Hydrauliek      | 6           |        |
| Ret     | 14     | Jean Alesi            | Prost Grand Prix   | 1      | Botsing         | 17          |        |
| Ret     | 18     | Pedro de la Rosa      | Arrows - Supertec  | 1      | Botsing         | 22          |        |
| Ret     | 16     | Pedro Diniz           | Sauber - Petronas  | 0      | Gespind         | 15          |        |

## Wetenswaardigheden
- In de week voor de race overleefde David Coulthard een vliegtuig-ongeluk. Met drie gebroken ribben reed hij de race in Spanje.
- Dit is de derde keer op een rij dat Mika Häkkinen de Spaanse Grand Prix wint. Voor teamgenoot David Coulthard is het zijn derde tweede plaats op een rij in deze race.

## Statistieken
| Snelste ronde | Mika Häkkinen | McLaren - Mercedes | 1:24.470 |

1913 · 1923 · 1926 · 1927 · 1933 · 1934 · 1935 · 1951 · 1954 · 1967 · 1968 · 1969 · 1970 · 1971 · 1972 · 1973 · 1974 · 1975 · 1976 · 1977 · 1978 · 1979 · 1980 · 1981 · 1986 · 1987 · 1988 · 1989 · 1990 · 1991 · 1992 · 1993 · 1994 · 1995 · 1996 · 1997 · 1998 · 1999 · 2000 · 2001 · 2002 · 2003 · 2004 · 2005 · 2006 · 2007 · 2008 · 2009 · 2010 · 2011 · 2012 · 2013 · 2014 · 2015 · 2016 · 2017 · 2018 · 2019 · 2020 · 2021 · 2022 · 2023 · 2024 · 2025 · 2026